# In a moment of madness
In a moment of madness was een studioalbum van Galahad. De band begon in 1985 met het uitgeven van muziek. Dat gebeurde nog via muziekcassettes die tijdens concerten te koop waren of bij de band besteld konden worden. De eerste twee borelingen Studio 95 en One knight at Mr. C waren niet succesvol, maar de derde In a moment of madness genereerde vraag naar Galahads muziek. De band werd er door verrast, ze waren nog semi-professioneel. Ze moesten aan de bak, want er moest een postbus en administratie voor de bestellingen komen. De opbrengsten uit de verkoop warden dermate groot, dat ze daardoor zelf weer verder konden werken aan hun eerste commerciële uitgifte Nothing is written. De band gold in die dagen als talentvol. Dat laatste bleek toen na Nothing is written er ook vraag kwam naar meer materiaal, dat de band nog niet had. Via de grote vergaarbak van Voiceprint kwam het album opnieuw uit met een aantal nieuwe nummers erop. De titel was daarbij gewijzigd in In a moment of complete madness.    

## Musici
- Roy Keyworth – toetsinstrumenten
- Stuart Nicholson – zang
- Spencer Luckman – slagwerk, percussie
- Karl Garrett – toetsinstrumenten
- Neil Pepper - basgitaar

## Muziek
| Nr. | Titel                   | Duur  |
| --- | ----------------------- | ----- |
| 1.  | One for the record      | 4:49  |
| 2.  | Second life             | 4:09  |
| 3.  | Parade                  | 5:55  |
| 4.  | Earth rhythm            | 4:43  |
| 5.  | Lady Messiah            | 9:38  |
| 6.  | Painted lady            | 1:45  |
| 7.  | Ghost of Durtal         | 11:11 |
| 8.  | Welcome to the paradise | 8:13  |